# Prêmio Emmy Internacional de Melhor Chefe Executivo
O Prêmio Emmy Internacional de Melhor Chefe Executivo (em inglês International Emmy Directorate Award) é uma honra concedida pela Academia Internacional das Artes e Ciências Televisivas (IATAS) a indivíduos que tiveram um impacto significativo na televisão mundialmente. Este prêmio é destinado a reconhecer líderes influentes que não apenas contribuíram para o sucesso de suas organizações ou projetos, mas também moldaram positivamente a indústria televisiva global com visão, inovação e excelência, seja através de iniciativas criativas, avanços tecnológicos, ou pela promoção de conteúdo que atravessa fronteiras culturais e geográficas.
O presidente e fundador da Rede Globo, Roberto Marinho (1976 - 1987) e seu filho Roberto Irineu Marinho (2014) são os únicos brasileiros condecorado com o prêmio.

## Vencedores

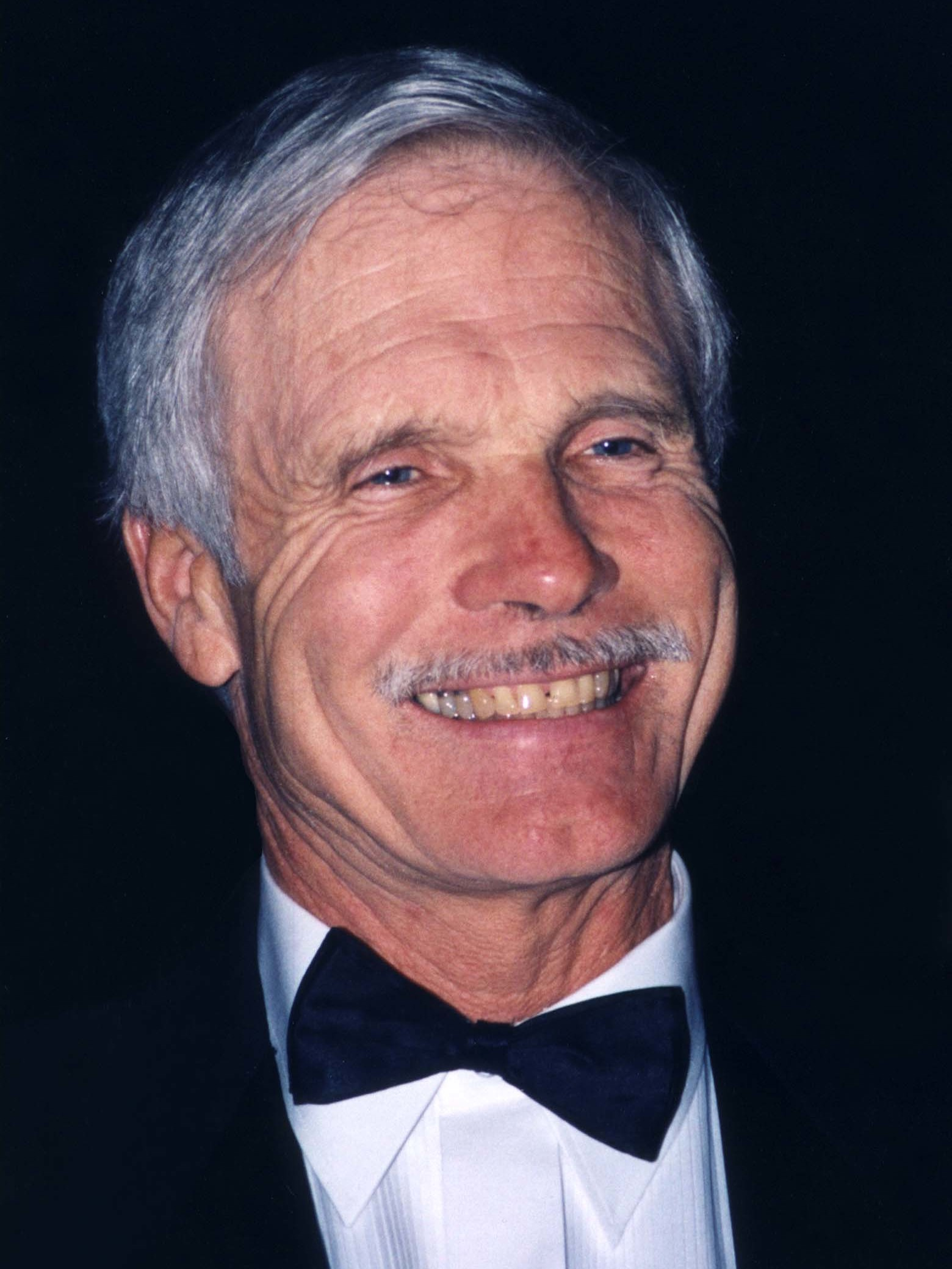
Ted Turner premiado em 1989.

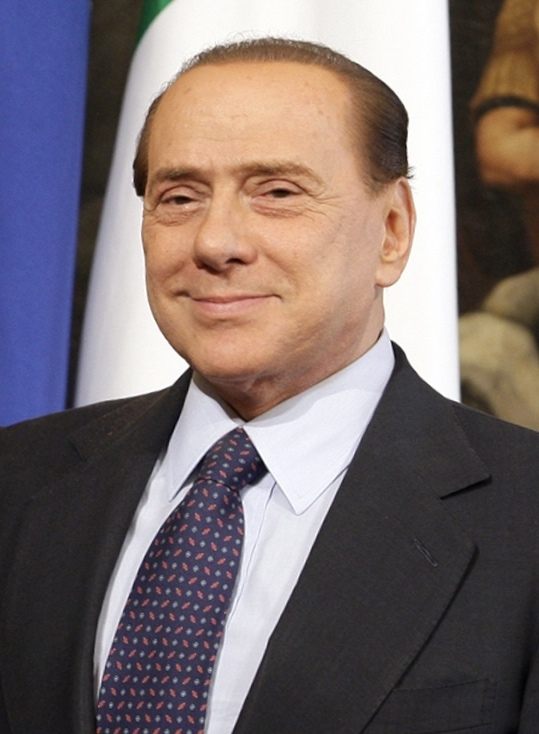
Silvio Berlusconi premiado em 1992.

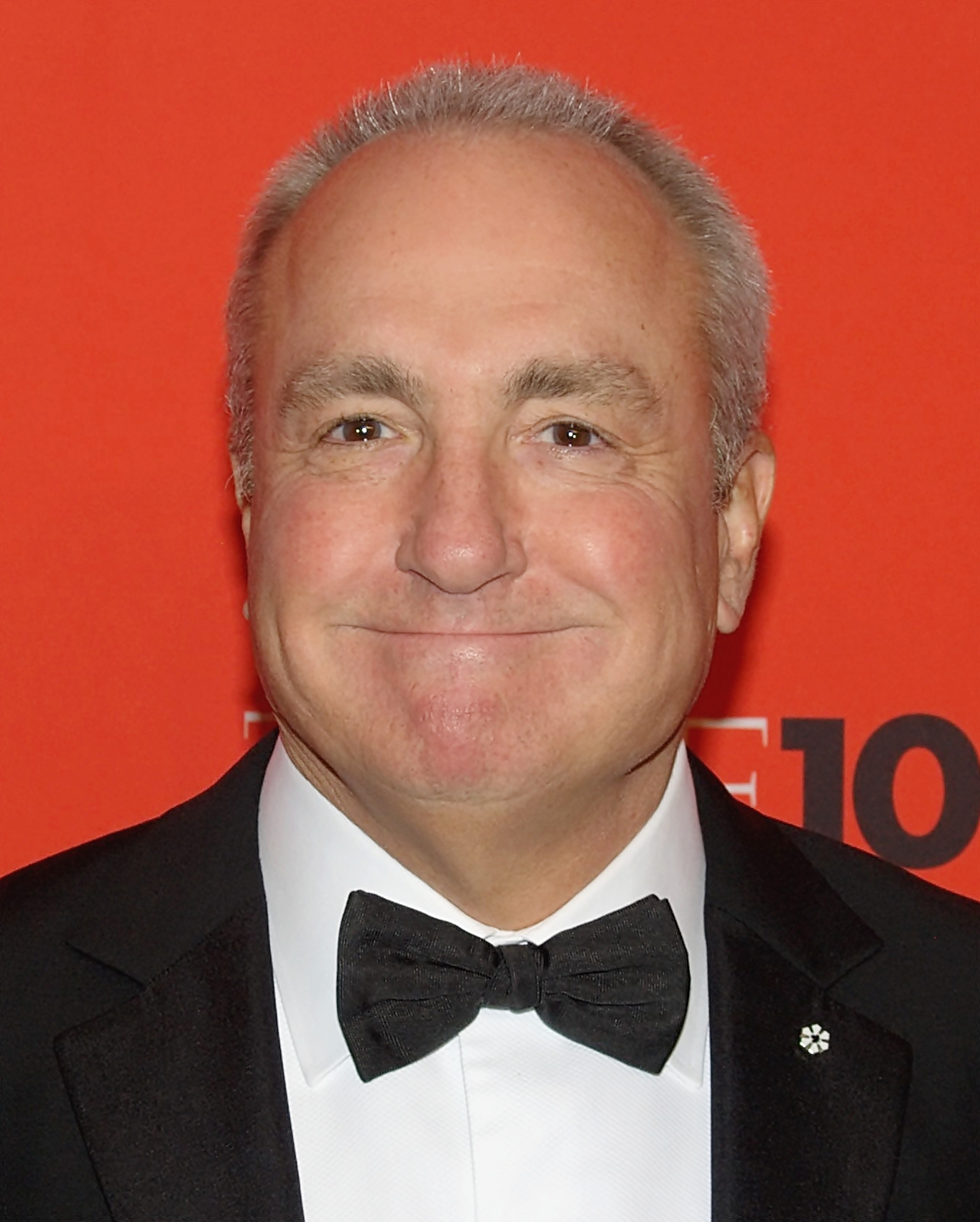
Lorne Michaels premiado em 2010.

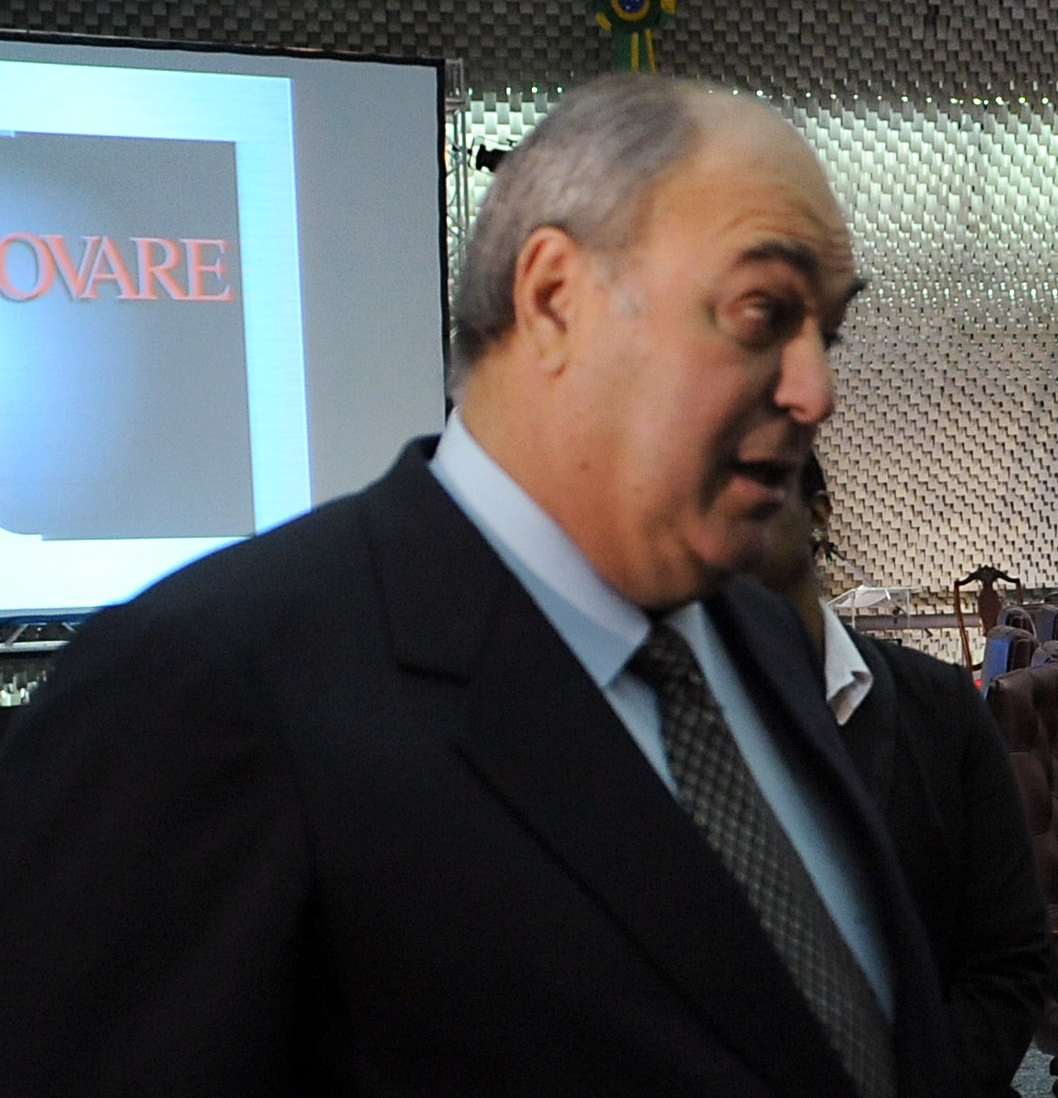
Roberto Irineu Marinho premiado em 2014.

| Ano  | Vencedor(a)             | País           | Notas                                                           |
| ---- | ----------------------- | -------------- | --------------------------------------------------------------- |
| 1973 | Charles Curran          | Reino Unido    | Diretor Geral da BBC                                            |
| 1974 | Dr. Joseph Charyk       | Estados Unidos | Presidente da COMSAT                                            |
| 1975 | Junzo Imamichi          | Japão          | Presidente do Conselho da TBS TV                                |
| 1976 | Talbot S. Duckmanton    | Austrália      | Presidente da ABU                                               |
| 1976 | Roberto Marinho         | Brasil         | Presidente da Rede Globo                                        |
| 1976 | Howard Thomas           | Reino Unido    | Presidente do Conselho da Thales Television                     |
| 1977 | Alphonse Ouimet         | Canadá         | Presidente da Telesat/Canadian TV                               |
| 1979 | Frank Stanton           | Estados Unidos | Presidente Emérito da CBS, incorporado em 1978 a Prix Italia    |
| 1980 | Lew Grade               | Reino Unido    | Presidente do Conselho da Associated Communications Corporation |
| 1981 | Sir Huw Wheldon         | Reino Unido    | Diretor Geral da BBC                                            |
| 1982 | Akio Morita             | Japão          | Presidente e diretor executivo da Sony Corporation              |
| 1983 | Roberto Marinho         | Brasil         | Presidente da Rede Globo                                        |
| 1984 | Sydney Bernstein        | Reino Unido    | Fundador da Granada TV                                          |
| 1985 | Leonard H. Goldenson    | Estados Unidos | Presidente e diretor executivo da ABC                           |
| 1986 | Herbert Schmertz        | Estados Unidos | Vice-presidente de relações públicas da Mobil Oil               |
| 1987 | Jeremy Isaacs           | Reino Unido    | Chefe Excecutivo do Channel 4                                   |
| 1988 | Vittorio Boni           | Itália         | Diretor de Relações Internacionais da RAI                       |
| 1989 | Ted Turner              | Estados Unidos | Presidente do Conselho/Presidente da Turner Broadcasting System |
| 1989 | Murray Chercover        | Canadá         | Presidente e diretor executivo CTV Television Network           |
| 1990 | Henrikas Yushkiavitshus | Estados Unidos | Diretor-Geral Adjunto da UNESCO                                 |
| 1991 | Henry Becton            | Estados Unidos | Presidente da WGBH-TV de Boston                                 |
| 1992 | Silvio Berlusconi       | Itália         | President do Fininvest Gruppo                                   |
| 1993 | Andre Rousselet         | França         | Presidente do Canal Plus                                        |
| 1994 | Helmut Thoma            | Alemanha       | Diretor Gerente da RTL                                          |
| 1995 | John Birt               | Reino Unido    | Diretor Geral da BBC                                            |
| 1996 | Hebert A. Granath       | Estados Unidos | Presidente da ABC/Disney Cable Internacional                    |
| 1997 | Dieter Stolte           | Alemanha       | Intendente da rede ZDF                                          |
| 1998 | Sam Nilsson             | Suécia         | Presidente da Sveriges Television                               |
| 1999 | Ralph Baruch            | Estados Unidos | Fundador da Viacom                                              |
| 2000 | Su-Ming Cheng           | China          | Diretor Geral da China-TV de Taiwan                             |
| 2001 | Gustavo Cisneros        | Venezuela      | Presidente das Organizações Cisneros                            |
| 2002 | Katsuji Ebisawa         | Japão          | Presidente da NHK                                               |
| 2003 | Greg Dyke               | Reino Unido    | Diretor Geral da BBC                                            |
| 2004 | Herbert Kloiber         | Alemanha       | Diretor Gerente da Tele-München Grupo                           |
| 2005 | Charles Allen           | Reino Unido    | Chefe Excecutivo da ITV                                         |
| 2006 | Ronald S. Lauder        | Estados Unidos | Fundador e Presidente da Central European Media Enterprises     |
| 2007 | Patrick Le Lay</ref>    | França         | Presidente do Grupo TF1                                         |
| 2008 | Liu Changle             | Hong Kong      | Presidente e diretor executivo da Phoenix Satellite Television  |
| 2009 | Markus Schächter        | Alemanha       | Diretor Geral da ZDF                                            |
| 2010 | Lorne Michaels          | Estados Unidos | Criador e Produtor Executivo Saturday Night Live                |
| 2011 | Subhash Chandra         | Índia          | Presidente da Zee-TV                                            |
| 2012 | Kim In-Kyu              | Coreia do Sul  | Presidente e Diretor Executivo da KBS                           |
| 2013 | Anke Schäferkordt       | Alemanha       | Diretora Executiva do RTL Group                                 |
| 2014 | Roberto Irineu Marinho  | Brasil         | Presidente do Grupo Globo                                       |
| 2015 | Richard Plepler         | Estados Unidos | Presidente e diretor executivo da HBO                           |
| 2016 | Maria Rørbye Rønn       | Dinamarca      | Diretora-geral da Danmarks Radio                                |
| 2017 | Emilio Azcárraga Jean   | México         | CEO do Grupo Televisa                                           |
| 2018 | Sophie Turner Laing     | Reino Unido    | CEO do Endemol Shine Group                                      |
| 2019 | Christiane Amanpour     | Reino Unido    | Correspondente-chefe da CNN International                       |
| 2020 | Nenhum prêmio           | Nenhum prêmio  | Nenhum prêmio                                                   |
| 2021 | Thomas Bellut           | Alemanha       | Diretor-geral da ZDF                                            |
| 2022 | Mi-gyeong Lee           | Coreia do Sul  | Vice-presidenta do CJ Group                                     |